# 続巷説百物語
『続巷説百物語』（ぞくこうせつひゃくものがたり）は、角川書店から刊行されている京極夏彦の妖怪時代小説。「巷説百物語シリーズ」の第2作で、妖怪マガジン『怪』の第六号から第拾号に連載された作品を収録している。

## 概要
時系列的には前作『巷説百物語』の事件の間に起こった物語が収められている。また、各章が独立していた前作とは違って中盤以降の章には連続性があり、それらに含まれる謎が全編にわたって『死神　或は七人みさき』へと繋がっていく。同時に、主要登場人物の過去にまつわる話も存在する。
「語り」を重ねるスタイルだった前作から一人の登場人物（=百介）の固定視点へ変わったため、視点人物の知り得ることしか書けないという形式になっている。

## 主な登場人物
主要登場人物は巷説百物語シリーズを参照。
田所 真兵衛（たどころ しんべえ）
北町奉行所定町廻り同心。矢鱈に顔と顎が長く、眼だけはぎょろぎょろと大きくて、八の字眉毛を奇妙な形にヒン曲げた、一度見たら忘れぬ実に変わったご面相。その上に外見にまるで構わない質の不精者らしく、羽織も皺だらけで着熟しもだらしがなく、髭の当たり方もぞんざいで、鬢も髷もほつれ、粋なはずの着流し姿もどうにもみすぼらしく見えてしまう。
役人には珍しいほどの思い切り不器用な正義漢で、不正や腹芸が大嫌いな馬鹿がつく程の正直者。毎日のように義憤に駆られて発奮しており、熱血漢故に冷遇され、定廻りの鼻抓みと言われて奉行所内でも浮いている。普通の町方同心は俸禄こそ低いが大名屋敷に出入りし町衆から袖の下も集まるので、他の下級武士と違って実入りも羽振りも良い洒落者の伊達男と相場が決まっているが、賄賂まかないを激しく嫌い、公務に励むあまり内職をする暇もない、という限度を超えた筋金入りの石部金吉のため、40歳を過ぎて未だ独身で、小物も通いの下働きも飯炊き女も雇えず、住居も八丁堀組屋敷で一番の襤褸屋。唯一の趣味は囲碁を打つこと。
百介の兄・軍八郎と熊沢道場のかつての同門で、お互い融通の利かない朴念仁なので馬が合い、今でも昵懇にしていて月に一度は行き来する仲。そのため、彼の弟である百介の話も聞いており、中々の博学だと知っていた。
『狐者異』では、3度目に祇右衛門を捕らえた笹森が汚い身態の不逞の族達に拐かされたことを受け、その翌日に生駒屋を訪れて首を繋げて生き返る化け物が存在するのかと百介に訪ね、彼に過去3度行われた祇右衛門の獄門が事実であり、年齢が丁度合い、身体の消せぬ特徴が一致する3人が、全く同じ供述をしていることを伝える。他の役人達が祇右衛門の生存に疑問を抱かないことに頭を悩ませ、不死身の悪党を罰する方法を百介に問い、彼から陀羅尼の呪法を籠めた護符を託される。
『死神 或は七人みさき』では、役宅を訪れた百介に、9年前に小右衛門が作った両国の生き人形見世物興行に感化され殺人を犯した下手人を捕らえるも、大名の子息であったため目付や大目付からの圧力で釈放せざるを得ず、10日間の蟄居を命じられている間に7人の殺害が達成されてしまったことや、その翌年に下手人は四神党を名乗って徒党を組んで悪行の限りを尽くし、5、6年前に姿を消したことなどを話す。江戸で2年前と4年前に、それぞれ7人が殺害された事件の下手人も同一犯であると疑っていると語る。
平八（へいはち）
二ツ名：誉転ばしの平八（ほめころばし の へいはち）
神田鍛冶町に住む貸本屋。丸顔で人の良さそうな童顔。江戸府内ばかりでなく、本が手に入りにくい朱引きの外や近在の諸国まで回って商売をしている。所謂担ぎ屋なので店はないが、得意先を回って所望の本を3日期限で貸し付けるという仕組みのため、品物がすぐに手許に帰って来るので、部屋は在庫の本だらけ。また、錦絵や枕絵、眼鏡の鞘などを売り物として扱う。
書画文物に通暁しているのみならず、顔も広く耳も早い。無類の野次馬でもあり、誉め転ばしの異名を取る程の聞き上手座持ち上手で、人を和ませる技法に長けている。大名屋敷の奥向きや吉原のような町人出入りの叶わぬような場所まで入り込んで商売し、身分性別地方を問わず交流して、様々な珍奇な噂話を善く聞いてくる。『飛縁魔』の前年に世話になっている版元で百介と知り合い、旅先で聞いた多くの珍妙な噂話を聞かせている。
『飛縁魔』では、自宅を訪れた百介に、本来は土佐の行き遭い神である筈の七人みさきが北林で起こした祟りの話や、北林領内で起きた白無垢の狐の嫁入りの話などをする。百介が又市達と繋がりを持っていることを旅先の丹後と若狭の端境にある北林藩で嗅ぎつけており、話の流れで尾張の廻船問屋の主人・享右衛門が捜している白菊という名の女性を見つけるために又市に渡りをつけてほしいと頼み、彼女の足跡を辿って百介と共に泉州を経て尾張へ向かう。
『死神 或は七人みさき』では、百介から北林の祟りに関する情報収集を依頼され、その中で尾張豪商を虜にした白菊と藩主の側女との関連に気づく。その後、北林藩の下屋敷で国許にみさき御前を名乗る亡霊が出たという噂を仕入れて来た。5年前から毎年5月頃に7枚ずつ売り出される笹川芳斎作の世相無残二十八撰相を近習の楠に売っており、百介に江戸と北林で交互に毎年7人ずつ殺される事件が無残絵の見立て遊びであること、下手人一味が藩主を筆頭とする四神党であることの確証を与えた。
東雲 右近（しののめ うこん）
房州浪人。齢は40歳前くらいで精悍な顔つき。勘の鋭い切れ者であり、正直で不正を嫌うが、一途なだけの正義漢ではない。剣の腕も相当立つが、他人に凄みを感じさせず、快活で親しみ易い印象。大変な愛妻家でもある。
5年前に藩が取り潰され、金子の蓄えもなく、仕官を推挙してくれる知人縁者もおらず、喰うに困って難渋し、江戸は性に合わず諸国を流れ歩いた。その末に結婚して10年の妻・涼が懐妊し、旅を続けられなくなって若狭の外れにある北林藩に棲み着く。そこで仕官するため、家老の樫村の密命を受けて先代藩主の正室であった楓姫の弟君である志郎丸を探している。
『船幽霊』では、北林で横行する辻斬りが、姉の死に憤った志郎丸による犯行ではないかと疑われたことから、京大坂を騒がせた辻斬りを追って淡路に入り、事件を調べる中で狸騒動に遭遇する。その後は姉弟の故郷である旧小松代藩を目指して四国へ渡り、自らを追っていた集団が、阿波から讃岐へ抜ける途中の大坂峠で百介とおぎんを襲ったのを見て助けに入った。以降は自らの事情を説明して2人の旅に同道し、遍路姿に身を変えて八十八箇所巡りをしながら土佐を目指しつつ情報を集め、川久保党が住むという物部川の上流へ向かう。
その後は船幽霊事件の証言者として1箇月程詮議で高知藩に軟禁され、臨月の妻を心配して急いで北林に帰還する。だが、妻が世話になっていた隣家の娘・るいを殺した下手人を探している間に妻を惨殺され、それらの罪を着せられてしまう。
『死神 或は七人みさき』では、再会したおぎんの手引きで領外へ脱出し江戸に逃げて来て、無念と失意を抱えつつ念仏長屋の治平の部屋に潜伏していた。おぎんから時が満ちたと早飛脚で連絡を受け、北林へ出立する前に生駒屋に挨拶に来たところ、一連の殺戮の下手人についての百介の当て推量を偶然耳にしてしまい、彼と共に北林へ急行する。
祟りの一夜の後も北林に留まり、樫村を助けて藩の再生に尽力。その時の貢献度を高く評価されて破格の条件で誘われたものの、妻子を亡くした土地で暮らすことに抵抗があったのか、仕官の口を固辞して西へ去り、丹後辺りに向かった後は消息を絶っている。
樫村 兵衛（かしむら ひょうえ）
北林藩家老。温和そうな小作りの顔の小柄な老侍。
温厚で思慮深く、忠義に篤い。だが、主君の下命を果たすという武士としての当然の振る舞いのために人としての倫を外れたことがあり、自らの妻を3代藩主・義虎に強引に奪われ、家中の不和に耐えかねて幼い景亘を連れて城から逃げた元妻を、義虎の命令により景亘の目の前で斬り殺した過去を持つ。以来景亘を護ることを固く心に決めたが、自身の浅ましい所業が景亘の人生を狂わせ殺人鬼に変えてしまったと後悔し、その悪行も凡て自分に対する復讐のためだと思っている。
領内で横行する辻斬りの下手人が、先代藩主の正室であった楓姫が5年前に天守から身を投じたことを逆恨みした弟の小松代志郎丸ではないかと考えて、仕官を条件に行方知れずの彼を捜し出すよう右近に密命を与えた。
『死神 或は七人みさき』では、役宅で夢枕に現れた楓姫の亡霊「みさき御前」から、祟りを鎮めたければ己を祀り、江戸藩邸に詰める藩士から次期藩主を選ぶよう要求される。その時は相手にしなかったが、7日7晩に渡って亡霊が城中に現れたことで祟りが本物だと慌て、目当ての侍を見つけ出して、独断で新たな藩主へ据えようと画策した。母を殺した自分さえ死ねば景亘は満足するだろうと考え、藩主を裏切った責任を取って切腹しようとしていたところで役宅を右近と関わりのある百介に訪問され、一連の事情を知る彼に景亘の過去について語る。
『老人火』では、自分を必要としている者達のためにすることが沢山あると又市に諭されたことで、6年間に渡り城代家老として年若い新藩主に代わって幕府や他藩との駆け引きの矢面に立ち、藩の再生に尽力するが、ある時、景亘の幻覚を目にして悶絶して昏倒、譫言のようにその名を呼んでは暴れ、過去の後悔から腹を切らせてくれと願うようになる。乱心したとは言え、常に錯乱している訳ではなく、ものの道理が判らないことも、筋の通らないことを言うようなことも一切なく、会話も出来、考えも確乎りしているのだが、同時に景亘の亡霊も見えており、それが人生で自分のために何も出来なかったことへの無念と未練に因る気の迷いだとの自覚もある。祟りを認めることになるので神仏に頼ることは出来ず、気の迷いであることを自分が承知しているので説得も通用しないので、半年ばかり前に話し合って自宅療養の名目で職務から身を引き、世間的には病に臥せっているとされている。

## 野鉄砲
8月半ば。兄の軍八郎に呼び出され、武蔵国多摩郡八王子千人町を訪れた百介は、異様な死体を目撃する。死因について意見を求められた百介は、先日知り合った又市のもとへ相談に向かう。（『怪』第六号 掲載）

### 登場人物
山岡 軍八郎（やまおか ぐんはちろう）
百介の実の兄。八王子千人同心。貧窮故に父が同心株を手放し浪人となって失意のうちに亡くなった後も地道に精進し、同心株を買い、八王子同心となった。
生真面目が取り柄で、質実剛健、正義感が強く如何なる場合も不正を憎み筋を通す。ただ百介の持つ好事家の素質は軍八郎の中にも確実に巣喰っており、田舎同心とは思えぬ通人で、最新の医学事情にも博識。弟の型に嵌らない生き方を真似できないと思いつつも尊重している。独身なので、近隣の百姓の女房などが通いで賄いをしてくれている。
浜田 毅十郎（はまだ きじゅうろう）
軍八郎の同役。入山峠に向かう小津川縁で、額に小石が突き刺さり死亡しているのが発見された。
太助（たすけ）
独身の軍八郎の身辺雑事を熟す住込の下男。相当の老人で少々耳が遠いが中々機敏で、炊事以外の身辺雑事を熟す。若い頃は十手を預かったこともあるらしい。
島蔵（しまぞう）
異名：野鉄砲の島蔵（のでっぽう の しまぞう）
かつて事触れの治平が所属していた盗賊団「蝙蝠一味」の元頭領。齢80になる。
壱岐出身で、若いころは玄界灘を荒らし、瀬戸内から北上して坂東の常陸に根を下ろした。12年前までは坂東一帯を荒らし回っていた。治平を一人前の引き込みに仕立てる。伝えられた石銃を野鍛冶で改良を加え、下手な火縄銃より精度の高い野鉄砲を考案、抑止力として利用していた。悪党ではあるが、人を決して傷つけず、必ず半分は金を残し、騒がれたら逃げる、という綺麗な仕事をしていたので中々お縄にはならなかったが、盗賊仲間の内では煙たがられた。
田上 兵部
八王子千人同心の1人で軍八郎の上役。毅十郎が殺害され、自らが先頭に立ち山狩りを行うが、事を荒だてるなと詮索をすると何か拙いことでもあるかのような狼狽振りで、軍八郎はまともな探索も詮議も出来ずにいる。
佐野 有斎（さの ゆうさい）
軍八郎や兵部のいる同心の組頭。千人同心のうち百人を束ねる三十俵一人扶持。

## 狐者異
11月半ば。無類の不思議話好きの山岡百介は、殺しても殺しても生き返るという極悪人の噂を聞く。その男は、斬首される度に蘇り、今、三度目のお仕置きを受けたというのだ。ふとした好奇心から、男の生首が晒されている小塚原縄手の刑場へ出かけた百介は、山猫廻しのおぎんと出会う。おぎんは祇右衛門に遺恨があると言うのだ。（『怪』第七号 掲載）

### 登場人物
祇右衛門（ぎえもん）
異名：稲荷坂の祇右衛門（いなりざか の ぎえもん）
斬首されるたびよみがえるといわれる極悪人。当年55歳。香具師の元締めで浅草新町の公事宿世話役だった。髑髏を頭に乗せた狐の刺青が腹にあるのが特徴。
遊行する宗教者達や旅芸人、無宿人や野非人といった世の中の枠組みからはずれた者達を配下とし、町奉行所や弾左衛門の臨時狩り込みの情報を事前に流したり、住居仕事を斡旋したりと便宜を図る代わりに、彼らを束ねて様々な形であがりを吸い上げていた。しかも配下を人扱いせず、弱みにつけ込んでありとあらゆる悪事の道具として使っていたという稀代の悪党で、同じ悪党連中にとっても身内を食い物にする目の上の瘤として疎まれた。だが、無宿人を自在に操りながらも常に一人できちんとした組織は持たないので本人の居場所が皆目判らず、自らは全く手を汚さないという巧妙な手口から、南北両奉行所、火盗改メ、弾左衛門まで敵に回してものうのうと悪事をしていた。
15年前、10年前、そして今回の計3回首を斬られている。素性は判っているものの、捕らえられた全員が同じ出自を語り、消せない証までもが同じなので、記録上は同姓同名の別人扱いで、齢も生国も判らないことにされている。
又市やおぎんと過去に関わりがあった。当時の因縁については「前巷説百物語」を参照。
笹森 欣蔵（ささもり きんぞう）
北町奉行所吟味方筆頭与力。額に大きな福徳痣があるのが特徴。吟味方与力の中では一番、北町でも5本の指に入る凄腕の剣客だった。
1ヶ月前に両国の小料理屋の隠し部屋に潜匿していた祇右衛門を召し捕えたが、首を晒して間もなく祇右衛門を名乗る者の配下とおぼしき不逞の輩に誘拐される。

## 飛縁魔
5月半ば、初夏。百介のもとに友人の平八が訪ねてくる。平八は金城屋から婚礼の日に失踪して行方知れずだった白菊という女の捜索を頼まれており、百介に又市への口利きを頼む。百介は白菊の過去について調査を進めるうちに、彼女と火に纏わる因縁に加え、その経歴に不審な点を見出す。（『怪』第八号 掲載）

### 登場人物
金城屋 亨右衛門（かねしろや きょうえもん）
名古屋の廻船問屋「金城屋」の主。手代からの叩き上げで一粒万倍の財を成した傑物。謹厳実直で率先垂範な行いを評価されて娘婿に迎えられ、仁者不憂の人柄でまさに君子三楽の一つも欠けない暮らし振りだった。
25年前に連れ合いに先立たれて以降15年ばかり女気はなかったが、10年前に出会って惚れて後妻に入れようとしていた白菊が突然姿を消してから自堕落な生活を送るようになる。一昨年に白菊の目撃談を聞いて気が触れてしまい、夜な夜な街を徘徊し、昼間は着物や串や簪のみならず材木まで買い漁り、なぜか白菊御殿という立派な屋敷を立ててしまった。
おろく
二ツ名：大蛇のおろく（うわばみ の おろく）
又市が世話をした女郎たちが働く、谷中の岡場所の女郎屋主。上方から江戸に流れて来た白菊を吉原へ売り飛ばした人物で、百介に8年前に吉原から足抜けするまでの過去を語る。
良順（りょうじゅん）
泉州堺に住む隠遁僧。不精髭で覆われた貧相な顔をしており、元は侍だった。思うところあって得度出家するものの、修行が長続きせず隠遁生活を送る。12年前に大阪新町の小路にいた頃に会った、白菊の生い立ちを語る。
栄吉（えいきち）
亨右衛門の息子。商人には向かない程に欲がなく、謙虚な性格をしている。平八とは江戸に奉公修行に出ていた頃から20年来の朋輩で、白菊の捜索を彼に依頼する。
白菊（しらぎく）
京出身の遊女。色は白く肌も艶艶で顔立ちも品が良い。堀川の公家の落とし胤だと噂され、幼い頃から舞や三弦を仕込まれ小難しい作法も善く知っていた。土地の者に話を通さず仁義も切らずに客を引くという無茶な商売をしては悶着を起こしたが、度胸と喧嘩の心得があり、破落戸相手に大喧嘩して5、6人畳む程の腕っ節があった。
男を駄目にするといわれ、行く先々で小火が絶えず、それが彼女の生まれが丙午という根拠の無い理由にされるという、不幸な目に何度もあっている。14歳で西国の大名の元へ方向に上がってすぐにお手つきになったが、奥向きで火事が出たのを理由に暇を出され、親里に戻った途端に生家も火事になって都を追われ、難波大坂の新町で遊女に身を落とす。清八の一件の後は上方を離れ、10年前に彼女に入れあげていた亨右衛門との祝言でも火事が起きた後姿を消し、江戸に流れて吉原に入るも、8年前に足抜けして以来消息不明。一昨年に金城屋の奉公人が江戸に商談で来た折に目撃される。
龍田（たつた）
京都白河の材木問屋「白木屋」の娘。白菊の1歳下の幼馴染みで、一緒に舞や唄や三味線を習った仲だった。白菊に負けず劣らずの器量だった。
橡屋 清八（くぬぎや せいはち）
大坂の材木問屋「橡屋」の3代目。12年前、大坂新町にいた頃の白菊に入れ上げたが、京の材木問屋の娘だった龍田との縁談が持ち上がり、白菊と分かれた上で、彼女が他の男に抱かれないよう廓から追い出すために付け火を繰り返したという。だが祝言の真っ最中に大火事に巻き込まれ、花嫁諸共焼死している。

## 船幽霊
冬の始め。淡路島の狸騒動ののち、おぎんと共に四国へ向かった百介。そこで、何者かにつけられていることに気付き、追手を巻こうとするが、帯刀した不審な集団に命を狙われ、自分達をつけていた右近に助けらて旅を再開する。おぎんは旅の目的が小右衛門のルーツである川久保党に会うことだと語るが、巷で起きる船幽霊騒動は川久保党の仕業だという噂が流れ始めており、百介はこれに何者かの思惑を感じ取る。（『怪』第九号 掲載）

### 登場人物
窪田 桓三（くぼた かんぞう）
おぎんと百介に襲いかかってきた男。実は、かつて小松代藩で千代の方のお付から楓姫のお世話役になり、現在は土佐で関山兵五の右腕になっている。
文作（ぶんさく）
二ツ名：祭文語りの文作（さいもんがたり の ぶんさく）
土佐の逃散百姓という。土佐の韮生あたりの小さな荘園から逃げてきたらしく、百介たちの会話を聞き、協力する。得体のしれない老人で、国境の番所も刀も持ったまま難なく超えている。
太郎丸（たろうまる）
阿波と土佐の国境、剣山あたりに棲まう川久保党の党首。平家の落人である年老いた末裔。すさまじい火薬技である、飛火槍という技術を持っているため諸藩から狙われている。娘の千代は小右衛門の妻になるはずだったが、小松城の殿様に見初められてしまう。
関山 兵五（せきやま ひょうご）
土佐藩御船手奉行。かつての小松城藩次席家老・関山将監の息子。領内で頻繁する凶事は怪異ではなく川久保党の仕業だと触れを出す。
千代（ちよ）
太郎丸の娘で小右衛門のかつての許嫁。故人。おぎんと瓜二つの容姿であったという。
山を降り小松代藩に仕官した小右衛門の元へ行くが、当時の藩主・小松代忠教に見初められて無理矢理側室にされ、小右衛門が将監を斬って脱藩した後に楓姫と志郎丸の2児を産む。藩主の死後はお家騒動に巻き込まれ、楓姫を残して生まれたばかりの志郎丸と共に城を離れて失踪し、15年程前に35歳で亡くなる。
久保 源兵衛（くぼ げんべえ）
天明年間における久保家の当主で、本家筋では最後の人物。故人。豪胆な人物で、木挽や木地師と共に冬谷川の轟釜と呼ばれる滝壺で猛毒を使う空川流しを行ったとされる。その結果、凶事が相次ぎ、最後には川を堰き止めるほど大規模な山崩れが起こり、久保村に居た一族全員と家来、雇い百姓諸共、一夜にして土芥の下に消えた。
関山 将監（せきやま しょうげん）
小松代藩の次席家老。故人。かつては山奉行として川久保党との交渉役を担っており、天明の事故の後も飛火槍の製法を教えるよう執拗に要求していた。30年以上前、奸計を巡らせて千代を捕らえて藩主に差し出したが、小右衛門が脱藩する際に斬られて死亡した。

## 死神 或は七人みさき
6月を過ぎた頃。加賀国小塩ヶ浦から戻った山岡百介達の前に、東雲右近が訪ねてくる。北林藩で起こる連続辻斬り事件で妻も犠牲になってしまったと語り、容疑者にされた右近はおぎんに助けられて江戸に逃げ延びていたのだった。真相を明らかにするために百介は調査を進め、その過程で北林藩主とその側近達が凶行を繰り返す真犯人だと突き止める。そんな折におぎんから準備が整ったと連絡を受けた百介と右近は、決着を見届けるべく北林へと旅立つ。（『怪』第拾号 掲載）

### 登場人物
北林 弾正 景亘（きたばやし だんじょう かげもと）
現在の北林藩主（第5代）。先先代藩主・北林義虎の側室の子で先代藩主の異母弟。5年前に病死した兄の跡を継いで藩主になった。幼名・虎之進。信心や神頼みを毛嫌いする天下一の無信心で、法要や供養などの信心ごとはくだらないと一切止めてしまった。
藩主になる前は部屋住みで、「四神党」なるものを作り、無頼の限りを尽くしていた。9年前には小右衛門作の「生地獄傀儡刃傷」を模した7件の惨殺事件を江戸で引き起こしたがお咎めなしで解放され、5年前からは「世相無残二十八撰相」に見立て参勤交代に合わせて江戸と国元で交互に毎年7件ずつ誘拐殺人を引き起こす。加えて年貢の取り立てから公金の遣い方、幕府や他藩との関係まで、どれを取っても出鱈目で、国を壊すような悪政を行っていた。
悪鬼羅刹の如き殺戮と強行を繰り返した外道だが、真っ先に祟られるべき自分が何不自由なく生きていることから、祟りをまるで信じておらず、自らを人も神仏も超えているのだと標榜する。一部ではあまりの無信心が祟りを呼び込んだ原因だとまで言われているが、祟りの正体を知っているので、突如として城中に現れたみさき御前の亡霊についても全く信じていない。
楓姫（かえでひめ）
北林藩先代藩主の正室にして、今はなき小松代藩藩主・小松代忠教と川久保の一族だった側室・千代の方の娘。
若く美しく心根の優しい人物だったとされ、容姿は母親によく似ていた。義弟の入城を執拗に拒むが、城下で起こった娘殺しの犯人、みさき御前だと誹謗中傷を受けて城内で孤立、夫が亡くなって間もなく景亘により謀反の惧れありと城の地下牢に幽閉され、最期は天守から身を投げて死亡したとされる。
七人みさきを従えた「みさき御前」となって家老のもとへ現れたと噂が立っている。最初に家老の樫村の役宅に現れて枕元に立ち、城下を騒がせる祟り禍は全て自分の仕業と語り、祟りを鎮めるために自分を祀るよう告げる。それから7日7晩続けて夜な夜な城中を彷徨って呪いの言葉を吐き、7日目の夜に再び樫村の枕元に立って、天守に自身を祀り、江戸屋敷に詰めている藩士の中から跡目を迎えるよう要求し、果たされなければ呪いで天守を打ち砕き、北林の秘密は暴露され、藩は滅び、景亘の命はないと脅迫する。
楠 伝蔵（くすのき でんぞう）
藩主側近の近習で四神党の1人。亀甲紋の袴をはいている。5年前、平八に笹川芳斎作の世相無残二十八撰相を注文した。
鏑木 十内（かぶらぎ じゅうない）
徒士組頭の番頭で四神党の1人。昇り龍を織り込んだ派手な陣羽織をまとっている。
桔梗（ききょう）
異名：白虎のおきょう（びゃっこ の おきょう）
お小姓代わりの側女。人様の血を見るのが無上の愉しみで、契るたびに相手の男の血を啜らなければいられない性癖を抱える稀代の悪女と噂される。
白菊（しらぎく）
異名：朱雀のおきく（しゅじゃく の おきく）
お小姓代わりの側女。本名は龍田。優美というより妖艶な印象のぞっとするような美女で、艶かしい声で公家のような抑揚の言葉を話す。長い黒髪を根結いにし、短めの袴に、袖の長い単衣を纏い、その上に鳳凰柄の小袿を羽織っている。
男を手玉に取り、最後には焼き殺してしまうという悪女。火事を見ないと興奮できず、焰の衣を着せて焼き殺す稀代の悪女と噂され、燃え盛る火を好み、焔が大きければ大きい程に愉悦を覚える性癖を抱える。
東雲 涼（しののめ りょう）
右近の妻。10年前に右近と結婚し、5年前に藩が取り潰された後は彼と共に諸国を渡り歩いた。そして北林に辿り着いた頃に妊娠が判明したため、仕官のために土佐へ向かう夫を送り出し、北林で帰りを待っていた。船幽霊騒動を経て土佐から夫が帰還した際には臨月で、妊娠中の自分に良くしてくれたるいが嬲り殺されたことに心を痛める。だが、右近がるいを殺した下手人を探索している間に拐かされ、3日後に筵に巻かれて橋桁に逆さ吊りにされ、腹を割かれた無残な骸が発見される。
るい
東雲家の隣家に妹のかなと姉妹2人で住んでいた娘。お針子を生業として細細と暮らしていた。数日後に祝言を控えていたが、かなが小袖を仕立て屋に納めに行った四半時ばかりの間に何者かに拐かされ、その後に惨殺される。長屋の者達は祝い事という希望の芽が摘まれたせいで駄目になり、弔いすらまともに出されなかった。
かな
るいの妹。姉と同じくお針子をしている。仕立て屋に縫い上がった小袖を納めに行った帰りに、姉が着ていた母の肩身の着物の袖が覗いた駕籠を、以前与吉と会っていた亀甲紋模様の袴を穿いた侍が先導しているのを目撃したと証言する。
与吉（よきち）
るいの許嫁の油売り。軽薄で軽率なお調子者。以前、亀甲紋の袴の侍にるいが己の許嫁だと自慢していた。人倫の乱れた北林では珍しくない風潮だったが、妻になるはずの女性が殺されて数日しか経っていないのにあまりにもさばけた冷淡な態度で、事情を聞きに来た右近に無情と不道徳を詰られ殴りつけられる。その後は儲け話の用向きがあると出向いていったが、間も無く物盗りの類の暴徒の手に掛かって殺される。
玉泉坊（ぎょくせんぼう）
二ツ名：無動寺の玉泉坊（むどうじのぎょくせんぼう）
又市の昔の仲間の荒法師。又市に頼まれて北林藩国境の辺りで直訴状を探していた。
北林 義政（きたばやし よしまさ）
北林藩第4代藩主。生来の病弱で長くは生きられないと言われ、父からは冷淡に扱われたが、聡明で公明正大な立派な若君に成長して若くして藩主となり、9年前には楓姫と結婚した。温厚で下々にも篤く、財政の逼迫した藩の立て直しに腐心し、臣民から慕われる藩主であったが、7年前に病に倒れ、5年程前に病死する。
北林 義虎（きたばやし よしとら）
北林藩第3代藩主。故人。義政と景亘の父。樫村の妻を無理矢理奪って側室とし、景亘を生ませ、正妻が産んだ病弱な義政を冷遇する一方で、健康な景亘を可愛がるが、無事に成長した義政に藩主を継がせた。家中の不和に耐えかねた側室が景亘を連れて逃げた際には、彼女の元夫である樫村に母親を殺してでも景亘を連れ帰るよう厳命。命令通りに元妻を斬り殺した樫村を景亘の前で褒めたことが、景亘が死神に魅入られる端緒となった。
三谷 弾正 景幸（みつがや だんじょう かげゆき）
100年程前に北林藩のあった場所に領地を持っていた、三谷藩最後の藩主。養子で、元は土佐の士族の出身。
生き肝を取って喰うような荒っぽい淫祠邪教に気触れて信徒となり乱心、家臣を次々に斬り殺して城の地下の土牢に繋がれたが、秘密の抜け穴を使って脱出した。そして城下で手当たり次第に領民を斬り殺し、最期は素性を知らなかった7人の百姓によって討たれた。

## 老人火
北林領内で起こった祟りの一夜から6年後、4月の半ば過ぎ。百介は2年前に戯作を開版して晴れて戯作者となっていたが、同じ頃から又市の一味と交流が途絶えて淋しさを感じていた。近藤から樫村の容体が悪いと知らされ又市につなぎを取ってもらうように頼まれた百介だったが、又市達とは繋ぎが取れず、単身北林へ向かう。（書き下ろし）

### 登場人物
菅丘 李山（すげおか りざん）
戯作での百介の筆名。2年前に江戸と上方の間で大きな抗争があったことは知っていたが、その際は仕掛けに組み入れられず、以降も何の連絡を寄越さない又市たちを忘れてしまうことが淋しく、日々を暮らしている。
近藤 玄蕃（こんどう げんば）
北林藩藩士。折り目正しい端正な風貌の若侍。6年前の祟りの夜は国許にいて、又市の言葉に従って物忌みをしていた。
江戸屋敷から生駒屋を訪れ、百介に樫村兵衛の病のこと、そして又市を北林につれてくるように頼む。
北林 義景（きたばやし よしかげ）
現北林藩藩主（第6代）。前藩主・景亘の養子。
元北林藩藩士・久保小弥太で、実は第4代藩主正室の楓姫の弟、小松城志郎丸。母の死後は京都の御家人の養子となって暮らしていたが、姉の頓死の噂を聞きつけ、死の秘密を探るために出自を偽り久保小弥太として北林藩に仕官したのだが、運悪く常勤の江戸詰めになり、真相を探れずにいた。
2年前の騒動の際にみさき御前から藩主へ指名される。幼い頃から数奇な半生を送ってかなりの苦労をしてきたためか、公明正大で、藩士は疎か百姓町民、下下の者にまで篤く心配りをする名君として家中の評判は良好。2年の間に家臣からも評価され、名君であるといわれている。だが、他藩や幕府からは新参者の若造と風当たりが強く、金鉱成金と何かと難癖や無理難題をつけられており、先の老中が死去する2年前までは特にその風潮が強かった。
自分の代わりに矢面に立って藩の再生に尽力した樫村を藩の恩人と考え、彼が乱心した際にも座敷牢に入れるべきという提案を拒んで自宅療養の名目で役宅に監禁するに留め、以降も10日に一度はお忍びで見舞いに行っている。

木島 善次郎（きじま ぜんじろう）
樫村の看病役兼お目付け役を任じられた若い侍。表向きの役目は身寄りのない樫村の身の回りの世話の一切を行うことだが、実態は自宅療養の名目で監禁される樫村の監視役。樫村の藩への貢献は認め、慕ってはいるものの、乱心し祟りだと騒ぎを起こした今の樫村は藩のお荷物だと思っている。

## 用語
小松代藩
かつて土佐と讃岐の間にあった、石高1万石にも満たない小藩。外様大名の小松代家が治めていたが、直近の30年の内に最後の藩主であった小松代忠継が子を生す前に急死したことで家は途絶え、取り潰された。
久保家
壇ノ浦より敗走して阿波国の祖谷山に逃れた平国盛の家臣の末裔とされる一族。祖谷の窪谷を占拠して腰を落ち着けたところから久保の姓を名乗った。
天下が乱れた折りに分裂し、その一部は国境を越えて土佐国韮生郷に攻め入って当時の領主山田氏を討ち取る。その後は真っ当な郷士として世に出ようと、四国を制圧した長宗我部元親と婚姻関係を結び、更に高知藩の山内一豊にも仕えて阿波と讃岐の国境番所を預かる白札になる。
しかし、天明の頃に当時の当主・久保源兵衛が水神を祀る轟釜という滝壺で禁忌の空川流しを行った直後から凶事が相次ぐようになったとされ、最後は大規模な山崩れで一族と家来、雇い百姓諸共、一夜にして土芥の下に消える。全滅した本家は源兵衛の甥が継いだものの、2代で途絶えた。
川久保党
天下が乱れた折りに久保本家から分裂した一派。郷士として暮らすには要らない「飛火槍」の技を守るために仕方なく久保から分かれ、物部川の本流に移り、そこから更に上流へ移って行った、所謂山の民。木挽と木細工をして、里の者とも顔を合わせないようにこっそり土佐や阿波や讃岐に出ては、それを売って喰い繋いでいる。
ひとつところに定住しないので川久保村と呼べるものはなく、川久保の民と呼べる者もおらず、姓も本来は皆違い、川久保家という家もない。代代20の家でなっており、頭目は回り持ちで務める、血が混じらないように頭目に娘がいた場合は次の頭目と添う、などの決まりごとがある。
最初は男女合わせて50人程いて、主筋である久保村から嫁を迎えたり、久保村を通じて他村から嫁を迎えたりすることで数百年間存続させてきた。だが、天明の大崩落で久保村が消失して久保本家が断絶した後は外部との関係を保てなくなって孤立してしまう。時代が移って飛火槍に守る価値がなくなったので一党の解散を進めており、年頃の娘を里に売り、若者も里に下ろした現在では男15名を残すのみとなっている。
生地獄傀儡刃傷（いきじごくくぐつのにんじょう）
8年前に両国で披露された、芝居や読み本などでお馴染みの刃傷沙汰の名場面7種類を生者と見紛うばかりの精巧な生き人形として再現するという、凝った趣向の見せ物。残酷な上に、あまりにも良く出来ていたせいで公序良俗を乱すとお咎めを受け、興行主は間口半減、人形師の小右衛門も手鎖10日の処分を受けた。
実際には作品に感化された大名の子息の手で、本当に7人も人が殺される事件が起きたことが処分の真相である。だが、目付や大目付から圧力が掛かって奉行所は動くことが出来ず、事件そのものも隠蔽されて8年後には噂話程度にしか知られていない。
世相無残二十八撰相（よはむざんにじゅうはちせんそう）
残酷な絵ばかり描くからと歌川派を破門された笹川芳斎が描く全部で28枚の錦絵。5年前から毎年5月頃に7枚ずつ売り出している続き物。歌舞伎の夏祭浪花鑑に登場する団七九郎兵衛や、奥州安達ヶ原黒塚の鬼婆などを題材とする。
作者が破門されているので大きな版元では扱っていないが、最近は残酷ものを好む好事家も多いので、平八は数枚持ち歩いている。

## 書誌情報
- 四六判：角川書店、2001年5月31日、ISBN 4-04-873300-1
- 新書判：中央公論新社〈C★NOVELS〉、2003年8月26日、ISBN 4-12-500816-7
- 文庫判：角川書店〈角川文庫〉、2005年2月25日、ISBN 4-04-362003-9